# 和歌山新報
わかやま新報（わかやましんぽう）は和歌山県和歌山市にある和歌山新報社が発行する地方新聞である。1986年（昭和61年）創刊。主として和歌山市を始めとする県北部地方をカバーしている日刊紙（8ページ立て）。日本新聞協会非加盟。
県域紙である夕刊紙の『紀伊民報』が主に田辺市など南部を取材対象にしていることから、公式サイトでは「和歌山市を中心とする和歌山県北部唯一の日刊新聞」と紹介している。当紙を発行する和歌山新報社の社長は、御坊市を中心に『日高新報』を発行する日高新報社の社長と同一で、事実上同紙の系列下にある。

## 社是・経営理念

### 社是
一筆同心：社員が一丸となり、読者と共にこの和歌山を元気にする。

### 経営理念（ポリシー）
- 地域深耕をモットーとし、住んでいる人に住んでいる街のことを知ってもらい、和歌山をさらに愛してもらうきっかけを作ります。
- 「役に立つ」「おもしろい」を追求し、地域社会を元気にします。・仕事を通じて共に学び成長し、働く仲間とその家族のより豊かで幸せな人生を目指します。

## 沿革
- 大正初期 - 和歌山県田辺町（現・田辺市）にて『牟婁新聞』を創刊する。
- 1986年（昭和62年）6月5日 - 『牟婁新聞』が『紀州新報』に改組。新聞の発行号数（『牟婁新聞』最終が12202号だったため、紀州新報としては12203号から）を引き継ぐ。
- 1992年（平成4年）7月 - 『紀州新報』から『和歌山新報』（現法人）に再改組。号数は『牟婁新聞』『紀州新報』から引き継ぎ、新装刊最初の号は13789号から。和歌山市では1972年に廃刊した『和歌山新聞』以来、かつ20年ぶりとなる同市を拠点とした日刊地方紙が誕生する。
- 1993年（平成5年）2月 - 社屋を和歌山市三木町から和歌山市十二番丁に移転。一旦1994年（平成6年）1月に田中町に移るも、1999年（平成11年）7月に十二番丁に復帰。
- 2000年（平成12年）6月 - 津村尚志が3代目社長に就任。同年7月カラー印刷がスタート。
- 2002年（平成14年）7月 - 題字を現在の『わかやま新報』に改める。
- 2003年（平成15年）4月 - 変種・組版システムをフルデジタル化。同年10月それまでの朝刊から夕刊に移行
- 2006年（平成18年）4月 - 社屋を和歌山市福町49番地和歌山中橋ビル4階に移転。
- 2007年（平成19年）10月 - ホームページ開設。
- 2008年（平成20年）11月 - プライベート新聞「マイしんぶん」[1]のサービスを開始。
- 2012年（平成24年）7月 - 津村周が4代目社長に就任。同年12月　格安CMSホームページ製作事業「スマートHP」[2]のサービスを開始
- 2013年（平成25年）11月 - 御坊市・日高郡をサービスエリアとする地域紙の『日高新報』と提携し、「shimpo-smart」を合同で開設。
- 2014年（平成26年）10月　わかやま新報ARアプリサービス『いごくで新報』をスタート。

## 宅配対象地域
- 和歌山市、紀の川市、海南市、岩出市、紀美野町